# Lakrids
 Der er for få eller ingen kildehenvisninger i denne artikel, hvilket er et problem. Du kan hjælpe ved at angive troværdige kilder til de påstande, som fremføres i artiklen.

 Denne artikel bør gennemlæses af en person med fagkendskab for at sikre den faglige korrekthed.

Lakrids er slik. Der findes både rød, sort og saltlakrids.
Den sorte lakrids udvindes ved inddampning af en vandig ekstrakt fra lakridsroden.
Lakridsmassen består typisk af lakridspulver, som er lavet af lakridsrod, og sukker/sukkersirup, mel (stivelse), flydende lakridsmasse og ammoniumchlorid (også kaldet salmiak) eller anis. Lakrids eksisterer også i en sød version.
Den sorte lakridsmasse er brun efter kogning. Den sorte farve kommer gennem en extrudering, hvorunder massen komprimeres gennem en extruder/matrice.
Lakrids indeholder flere forskellige naturlige stoffer, som i litteraturen er forbundet med både positive og negative indvirkninger på mennesker. Specielt glycyrrhizinsyre har med sin effekt på blodtrykket være i medierne flere gange, og har man problemer med forhøjet blodtryk bør man holde igen med lakrids. Fødevarestyrelsen har publiceret en artikel som viser niveauerne af glycyrrhizinsyre på det danske marked.

## Lakrids' medicinske effekter
Lakrids har traditionelt været benyttet som middel mod hoste og maveonder. Der er dog ingen evidens for, at lakrids skulle have nogen positiv effekt på disse lidelser.
Overdreven lakridsindtagelse kan føre til forhøjet blodtryk og væskeansamlinger.

## Eksterne kilder og henvisninger
- Lakrids - og det utaknemmelige stof Carl Th. Pedersen i tidsskriftet Dansk Kemi 7. juni 2011 6 pp 26-29

- Wikimedia Commons har flere filer relateret til Lakrids

| Mad og drikke | Spire Denne artikel om mad og drikke er en spire som bør udbygges. Du er velkommen til at hjælpe Wikipedia ved at udvide den. |